# El internado
El internado è una serie televisiva spagnola, andata in onda dal 24 maggio 2007 al 13 ottobre 2010 su Antena 3. In Italia viene trasmessa dal canale Joi di Mediaset Premium a partire dal 31 ottobre 2010, ma viene interrotta dopo la seconda stagione per motivi sconosciuti. In chiaro viene trasmessa dal 12 luglio 2012 su La5.
El internado è stata la seconda serie più costosa prodotta in Spagna con un budget di 600000 € per episodio.

## Trama
La serie è ambientata in un prestigioso collegio, il "Laguna Negra", situato in un bosco vicino ad un lago. Il collegio, riaperto da Héctor de la Vega (Luis Merlo) con l'aiuto di Elsa Fernández (Natalia Millán), sorge dove un tempo si trovava un orfanotrofio in cui viveva anche Héctor da piccolo: il luogo era sede di esperimenti da parte dell'industria farmaceutica Ottox. Héctor accoglie nel collegio Marcos (Martiño Rivas) e Paula Novoa Pazos (Carlota García), figli di una facoltosa coppia scomparsa: Marcos, con l'aiuto di altri ragazzi tra cui Iván (Yon Gónzález), Carolina (Ana de Armas), Vicky (Elena Furiase), Roque (Daniel Retuerta) e poi anche di Julia (Blanca Suárez), scopriranno che strani avvenimenti accadono all'interno del collegio, tra cui la morte di uno dei loro amici, Cayetano Montero Ruiz (Fernando Tielve).

## Personaggi e interpreti
- Elsa Fernández (stagioni 1-7), interpretata da Natalia Millán, doppiata da Alessandra Grado.
- Maria Almagro (stagioni 1-7), interpretata da Marta Torné, doppiata da Selvaggia Quattrini.
- Marcos Novoa Espí / Marcos Novoa Pazos (stagioni 1-7), interpretato da Martiño Rivas, doppiato da Omar Vitelli.
- Carlos Almansa / Fermín de Pablo (stagioni 1-7), interpretato da Raúl Fernández.
- Iván Noiret Almagro / Iván Noiret León (stagioni 1-7), interpretato da Yon González.
- Victoria 'Vicky' Martínez González  (stagioni 1-7), interpretata da Elena Furiase, doppiata da Perla Liberatori.
- Amelia Ugarte (stagioni 1-7), interpretata da Marta Hazas.
- Roque Sánchez Navas (stagioni 1-7), interpretato da Daniel Retuerta.
- Paula Novoa Espí / Paula Novoa Pazos (stagioni 1-7), interpretata da Carlota García, doppiata da Laura Marcucci.
- Evelyn Pons (stagioni 1-7), interpretata da Denisse Peña.
- Jacinta García (stagioni 1-7), interpretata da Amparo Baró, doppiata da Angiola Baggi.
- Julia Medina Jiménez (stagioni 2-7), interpretata da Blanca Suárez.
- Carolina 'Carol' Leal Solís  (stagioni 1-6), interpretata da Ana de Armas, doppiata da Francesca Manicone.
- Samuel Espí / Héctor de la Vega (stagioni 1-5, guest 6, ricorrente 7), interpretato da Luis Merlo, doppiato da Nicola Marcucci.
- Helmuth von Hammer / Camilo Belmonte (stagioni 1-6, ricorrente 7), interpretato da Pedro Civera.
- Irene Espí / Sandra Pazos (stagioni 3-7, guest 2), interpretata da Yolanda Arestegui.
- Jacques Noiret (stagioni 4-6, ricorrente 1-3, guest 7), interpretato da Carlos Leal.
- Saúl Pérez Sabán (stagioni 2-6, guest 7), interpretato da Manuel de Blas.
- Cayetano Montero Ruiz (stagioni 1, ricorrente 2 e 3), interpretato da Fernando Tielve, doppiato da Simone Veltroni.
- Pedro Camacho (stagioni 1-4), interpretato da Eduardo Velasco  doppiato da Gerolamo Alchieri.
- Alfonso Ceballos (stagioni 1-3), interpretato da Paco Merino.
- Martin von Klauss / Joaquín Fernández (stagioni 1-4), interpretato da Eduardo McGregor.
- Mario Torres (stagioni 1-4), interpretato da José Luis Patiño.
- Andrés Novoa (stagioni 4-6), interpretato da Luis Mottola.
- Nacho García (stagione 5), interpretato da Jonás Berami.
- Mateo Tabuenca (stagione 2, ricorrente 3, guest 4), interpretato da Alejandro Botto.
- Javier Holgado (stagione 7, ricorrente 2-6), interpretato da Sergio Murillo.
- Miguel López Fernández (stagioni 2-4), interpretato da Eduardo Espinilla.
- Curro Bermúdez Pereira (stagione 7, guest 2), interpretato da Eduardo Mayo.
- Nora Díez (stagione 3, guest 4), interpretata da Mariona Ribas.
- Ritter Wulf / Santiago Pazos (stagioni 3-6), interpretato da José Hervás.
- Emilio Galván / Martín Moreno (stagioni 4-7), interpretato da Ismael Martínez.
- Lucas Galván / Lucas Moreno (stagioni 4-7), interpretato da Javier Cidoncha.
- Fernando Ugarte (stagioni 4-5), interpretato da Adam Quintero.
- Rebeca Benaroch (stagioni 5-7), interpretata da Irene Montalá.
- Hugo Alonso (stagioni 5-7), interpretato da Javier Ríos.
- Clara Sáez de Tejadam (stagioni 5-7), interpretata da Natalia López.
- Marta Hernández / Lucía García (stagioni 5-7), interpretata da Lola Baldrich.
- Alicia Corral (stagioni 6-7), interpretata da Cristina Marcos.
- Amaia González Hervás (stagioni 7, ricorrente 6), interpretata da Nani Jiménez.
- Rubén Bosco (stagioni 6-7), interpretato da José Ángel Trigo.
- José Antonio 'Toni' Fernandes (stagione 4), interpretato da Alejandro Casaseca
- Daniel Alonso / Apolo (stagione 6), interpretato da Javier Ríos.
- Nicolás Garrido (stagione 7), interpretato da Iñaki Font.
- Max Levov (stagione 7), interpretato da Santi Pons.

## Episodi
| Stagione         | Episodi | Prima TV originale | Prima TV italia |
| ---------------- | ------- | ------------------ | --------------- |
| Prima stagione   | 6       | 2007               | 2010            |
| Seconda stagione | 8       | 2007-2008          | 2010            |
| Terza stagione   | 9       | 2008               | inedita         |
| Quarta stagione  | 11      | 2008-2009          | inedita         |
| Quinta stagione  | 9       | 2009               | inedita         |
| Sesta stagione   | 13      | 2009-2010          | inedita         |
| Settima stagione | 15      | 2010               | inedita         |

## Produzione
Come già accennato, con oltre 600.000 euro di budget ad episodio, la serie risulta essere una delle più care prodotte in Spagna. El Internado è stata prodotta completamente in 16:9 ed alta definizione, tuttavia inizialmente le prime cinque stagioni sono state trasmesse, pubblicate in DVD e vendute all'estero nel formato 4:3 Pan & Scan.
Mediaset, che ha acquistato solo le prime due stagioni, per trasmetterle in 16:9 ha effettuato un'operazione di crop sui supporti, ovvero il ritaglio di una parte di bordo superiore ed inferiore, con risultati piuttosto imbarazzanti: risultano infatti "mozzate" teste, spalle, braccia e altri particolari che a causa dell'operazione vengono nascosti. Anche i DVD spagnoli dalla prima alla quinta stagione sono in 4:3, ma vi era un accordo con Sony Pictures per il rilascio dei Blu-ray della serie, poi però saltato.
Dal 2012 Antena 3 e Globomedia hanno messo a disposizione, per le emittenti estere, i supporti in alta definizione. Il primo paese a trasmettere le stagioni in tale formato è stata la Persia, sul canale Rubix HD.

## Trasmissione internazionale
La serie è stata trasmessa in diversi paesi del mondo.

### Europa
Il telefilm è andato in onda in molti paesi europei, tra cui: Francia, Ungheria, Russia, Romania, Bulgaria, e Italia. In Francia è stato prodotto un remake del telefilm andato in onda su M6. Ma, non avendo ottenuto lo stesso successo dell'originale spagnolo, il telefilm è stato cancellato dopo una sola stagione. Un remake del telefilm è stato prodotto in Russia: nel 2012 sono andate in onda 4 serie di 134 puntate. Il serial, intitolato Закрытая школа (Zakrytaja škola), ha avuto un grande successo di pubblico e di critica. Nel 2013 sono stati pubblicati dalla casa editrice EKSMO una serie di romanzi in lingua russa basati sul medesimo soggetto.

### America
La serie è stata trasmessa a Cuba e in Messico. Nonostante la serie non sia stata venduta negli Stati Uniti, vi sono dei contatti tra la Globomedia spagnola e produttori americani per realizzare un remake statunitense del telefilm, ma le fonti sono ancora oggi del tutto incerte.

## Remake
Nel 2021 viene prodotto da Atres Media Studios e trasmesso su Prime Video il reboot della serie intitolato La scuola dei misteri. 